# 알바니아 U-18 축구 국가대표팀
알바니아 U-18 축구 국가대표팀(알바니아어: Kombëtarja shqiptare nën-18 e futbollit)은 알바니아를 대표하는 18세 이하의 축구 국가대표팀으로, 알바니아의 축구 관리 기관인 알바니아 축구 협회의 관리를 받는다. 1982년에 UEFA U-18 축구 선수권 대회에 참가했었다.